# Sokon I
Sokoni I (auch Sokoni 1 oder Sokon One) ist ein Verwaltungsbezirk (Ward) des Distrikts Arusha (CC) in der tansanischen Region Arusha.

## Geografie
Sokon I liegt im Norden von Tansania. Es ist ein Bezirk im Süden der Stadt Arusha. Die Grenze im Osten bilden Die Flüsse Naura und Themi. Durch den Südwesten fließt außerdem der Burka. Bei der Volkszählung 2022 lebten hier 93.037 Menschen in 26.327 Haushalten. Sokon I ist der bevölkerungsreichste Bezirk von Arusha.

## Gliederung
Der Bezirk besteht aus sechs Stadtteilen (Mtaa):
- Lolovono
- Longdong
- Murriet
- Kanisani
- Sainevuno
- Madukani

## Wirtschaft und Infrastruktur
- Bildung: Im Bezirk befinden sich folgende weiterführende Schulen:
  - Nakido Secondary School, eine öffentliche weiterführende Schule mit einer Ausbildung bis zur 4. Stufe.[4]
  - Edmund-Rice-Sinon Secondary School, die weiterführende Schule mit den Stufen 1 bis 4[5] ist eine Partnerschule des Freiherr-vom-Stein-Gymnasiums in Oberhausen.[6]
  - Muriet Secondary School, ist eine staatliche Tagesschule mit den Stufen 1 bis 4.[7]
  - Don Bosco KIITEC bietet technische Diplomausbildung für Elektro- und Computertechnik, Automatisierungstechnik, Telekommunikation und erneuerbare Energie.[8]
- Gesundheit: Im Bezirk liegen die beiden privaten Apotheken Sokoni One Modern[9] und MICO Saje.[10]